# Der Schlern
Der Schlern ist eine deutschsprachige Monatszeitschrift für Südtiroler Landeskunde. Thematischer Schwerpunkt sind Wissenschaft und Forschung, Kunst und Kultur aus landesgeschichtlicher Sicht. Die Zeitschrift ist nach dem Schlern, einem 2563 m hohen, charakteristisch geformten Berg in den Südtiroler Dolomiten, benannt.

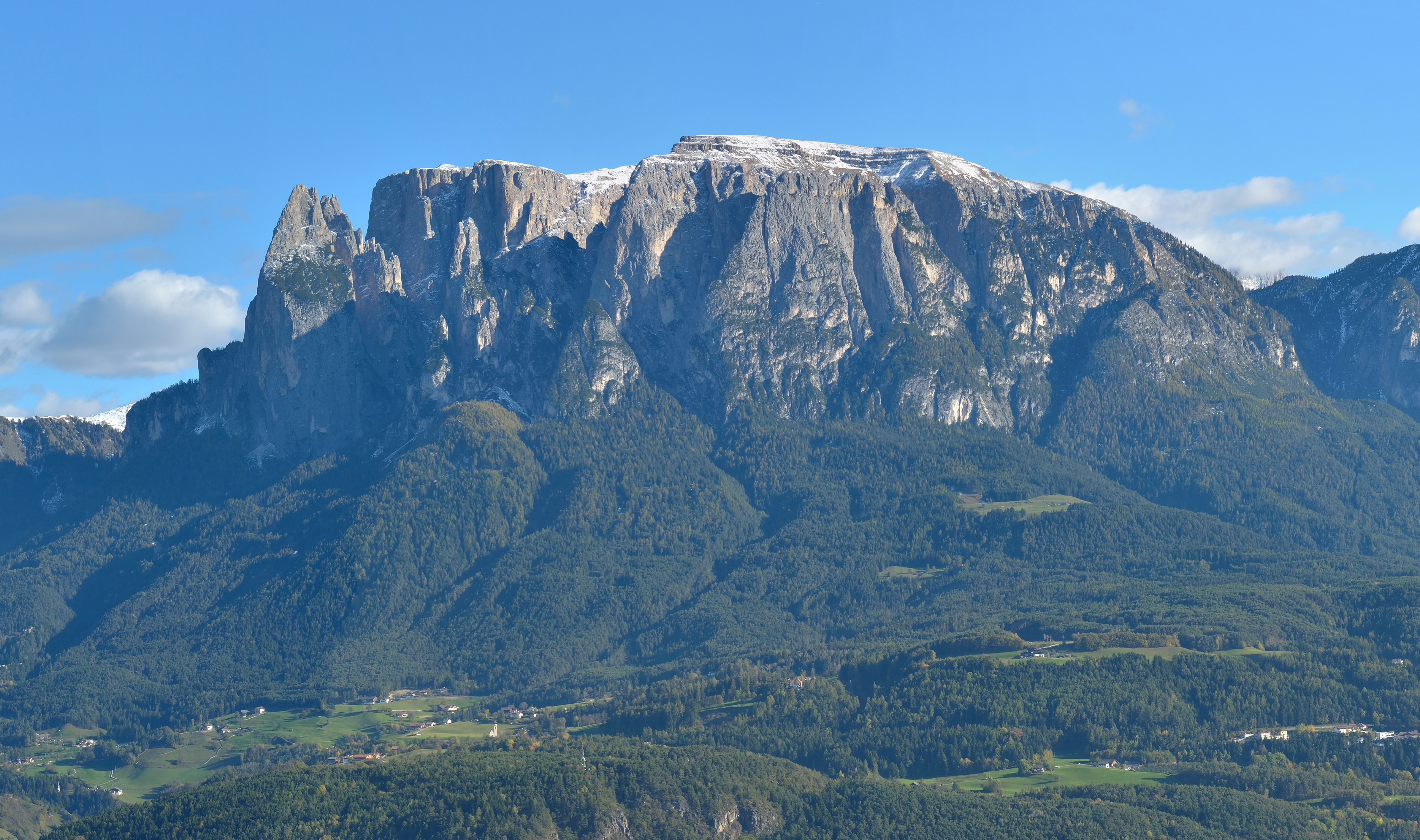
Der Schlern, Namensgeber der Zeitschrift

## Geschichte

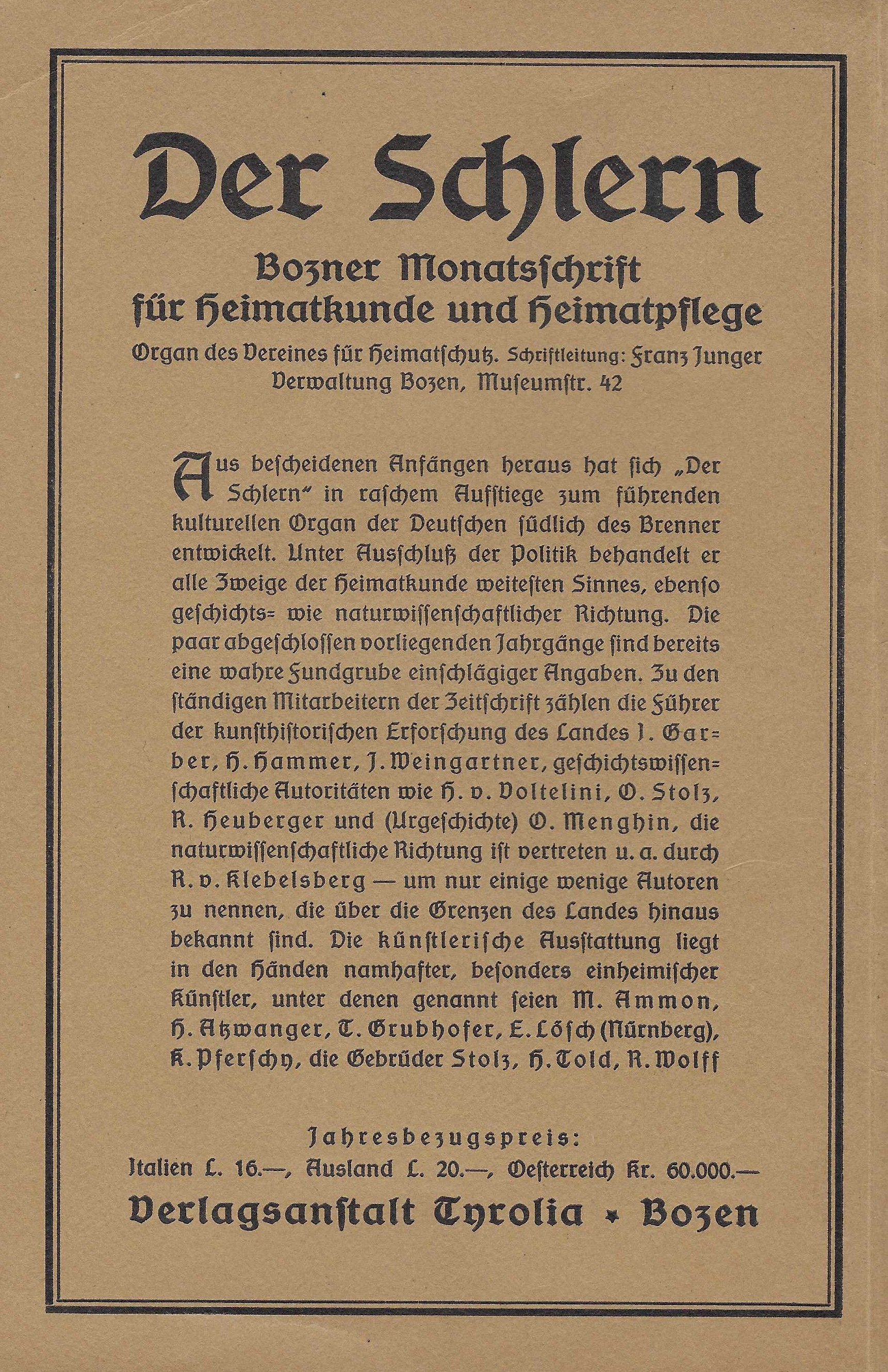
Verlagswerbung von 1924 mit detaillierten inhaltlichen Informationen

Eine eigenständige landesgeschichtliche Zeitschrift für Südtirol war ein Reflex auf die Teilung Tirols nach dem Ersten Weltkrieg, als der südliche Teil des Landes zu Italien kam (s. Geschichte Südtirols). Das erste Heft erschien am 1. Januar 1920. Zunächst wurde Der Schlern als Halbmonatszeitschrift herausgegeben. Der erste Schriftleiter war Franz Junger. Analog hierzu erschien in Nordtirol ab 1921 die landeskundliche Zeitschrift Tiroler Heimat.
1923 erschien ausnahmsweise mit Heft 6 des Jahrganges 1923 eine italienischsprachige Parallelausgabe zu Albin Egger-Lienz. Im selben Jahr wurde in Innsbruck auch die landesgeschichtliche Schriftenreihe Schlern-Schriften begründet.
Zur Zeit des Nationalsozialismus (1943–1945) war die Zeitschrift verboten, nachdem sie bereits in ihrer letzten Vorkriegsausgabe im Jahr 1938 von der faschistischen Verwaltung in Der Sciliar umbenannt und sodann unterdrückt worden war. Erst 1946 wurde das Verbot durch eine Druckerlaubnis der alliierten Verwaltung aufgehoben.
Schriftleiterin ist seit 2014 Beate Gatterer, die diese Funktion bereits von 2001 bis 2006 innehatte. Wissenschaftlicher Beirat war bis zu seinem Tod im Jahr 2022 Hans Grießmair, ihm folgte Leo Andergassen nach. Die Zeitschrift wird heute vom Verlag Athesia (vormals Tyrolia bzw. Vogelweider) in Bozen gedruckt und verlegt.

## Schriftleiter
- Franz Junger, von 1920 bis 1934
- Karl Maria Mayr
- Karl Wolfsgruber, von 1965 bis 1971
- Hans Grießmair, von 1972 bis 2001
- Beate Gatterer, von 2001 bis 2006
- Irmgard Flies, von 2006 bis 2014
- Beate Gatterer, seit 2014